# Бюлетень Народного Комісаріату Юстиції
«Бюлетень Народного Комісаріату Юстиції» — офіційний орган Наркомату Юстиції УРСР.

## Історія
Видавався українською та російською мовами з 1922 по 1934 рік (від 1930 року перейменовано на «Бюлетень Народного Комісаріату Юстиції та Найвищого Суду УРСР») у м. Харків. У бюлетені друкувалися накази, інструкції, циркуляри, розпорядження, обов'язкові для органів юстиції республіки, публікації про розірвання шлюбів, про дострокове звільнення та місця ув'язнення і т. д.